# Peterhouse
Peterhouse est le plus ancien des 31 collèges de l'université de Cambridge au Royaume-Uni. Il est aussi le plus petit des collèges (si on excepte des collèges qui n'acceptent que des femmes ou des 'graduates'). Il est le cinquième plus riche (d'après une étude du journal des étudiants). Peterhouse est le seul collège de l'université dont le nom ne comprend pas le mot College ou Hall.

## Description sommaire
- Collège nommé d'après : Saint Pierre
- Fondé en  : 1284
- Ancien nom : The Scholars of the Bishop of Ely, puis Saint Peter’s College
- Situé  : Trumpington Street
- Master : Bridget Kendall
- Undergraduates : 260
- Graduates  : 110
- Jumelé avec : Merton College (Oxford)

## Histoire

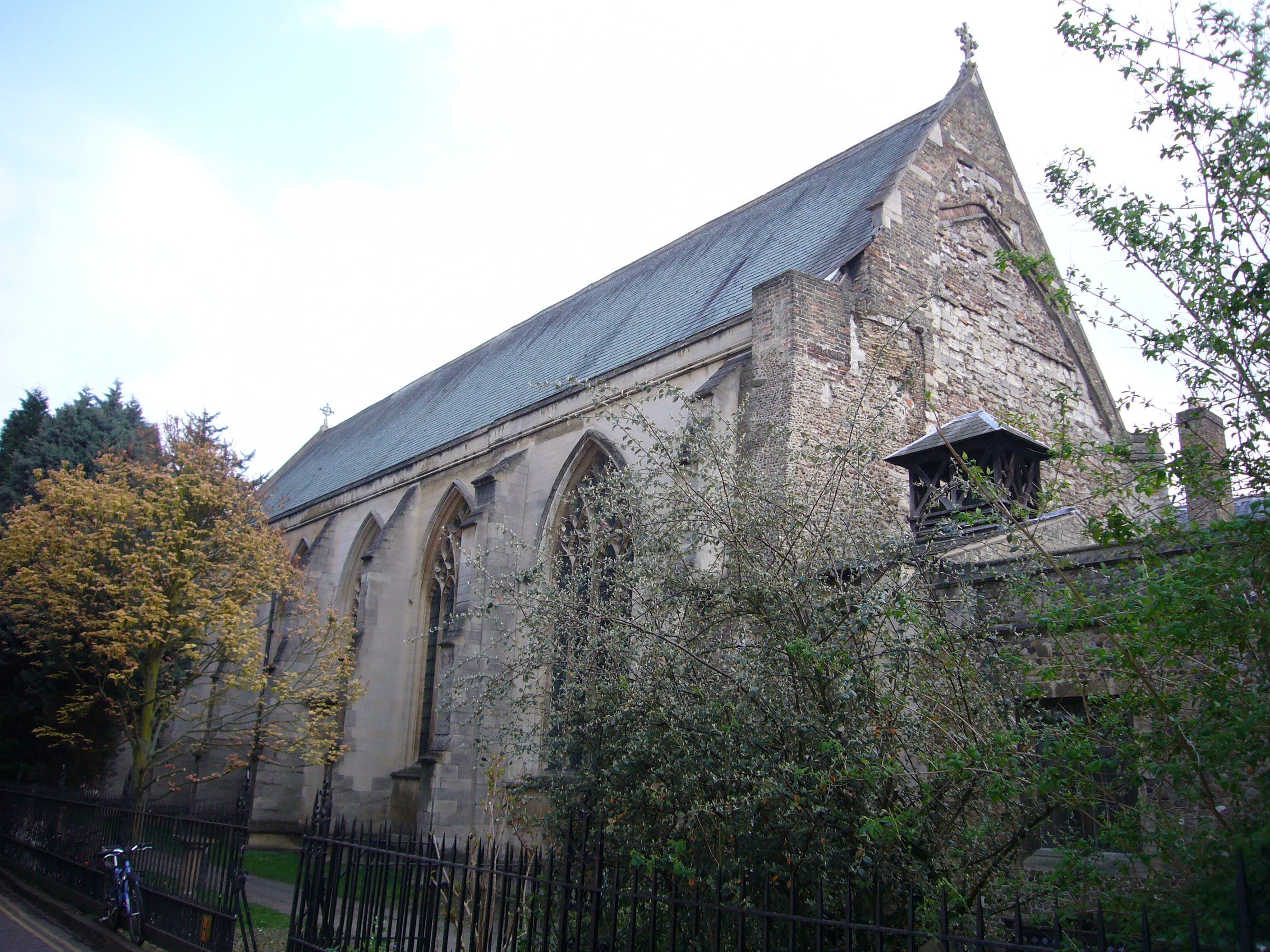
Église de St Mary the Less

La fondation de Peterhouse remonte à 1280, lorsque des lettres patentes d'Édouard Ier, datées du 24 décembre 1280, ont accordé à Hugo de Balsham le droit de garder un certain nombre de scholars (étudiants boursiers) à l'Hôpital St John, où ils devaient vivre selon les règles des étudiants de Merton. À la suite de désaccords entre les étudiants et les frères de l'hôpital, tous demandèrent une séparation. Ainsi, en 1284, Balsham transféra les étudiants vers le site actuel du collège avec l'achat de deux maisons juste en dehors de la ville et de la porte de Trumpington pour y loger le Master et quatorze ¨brillants mais pauvres Professeurs¨(Fellows). L'église de Saint-Pierre-hors-de-la-Porte-de-Trumpington (maintenant Église de St Mary the Less) fut alors utilisée par les étudiants. L'évêque Hugo de Balsham décéda en 1286 et légua 300 marks qui furent utilisés pour acquérir plus de terrain au sud de l'église Saint-Pierre, sur lequel le Hall du collège fut construit.
Le plus ancien ensemble encore existant des règles du collège a été donné par l'évêque d'Ely, alors Simon Montacute, en 1344. Bien que fondées sur celle du collège Merton d'Oxford, ces règles traduisaient clairement le manque de ressources alors disponibles pour le collège. Elles furent utilisées en 1345 pour mettre en échec une tentative d'Édouard III de nommer étudiant un de ses propres candidats. En 1354-55, William Moschett mit en place un fonds qui conduisit au transfert au collège de près de 70 âcres (280 000 m2) de terrain autour de Fen Ditton en 1391-2. La pauvreté relative du collège a pris fin en 1401 lorsqu'il acquit le contrôle et le presbytère d'Hinton grâce aux efforts des évêques John Fordham et John Newton. Durant le règne d'Élisabeth Ire, le collège fit aussi l'acquisition d'un terrain alors connu comme Volney's Croft et qui forme de nos jours St Peter Terrace, le bâtiment William Stone et le Scholars' Garden.
En 1553, Andrew Perne fut nommé Master. Ses vues religieuses était suffisamment pragmatiques pour être à la fois bien considéré par Marie Ire, qui lui fit don de la doyenné d'Ely, et par Élisabeth Ire. On plaisantait alors en remarquant que les lettres sur la girouette de l'église Saint Pierre, pouvaient tout aussi bien signifier "Andrew Perne, Papiste" que "Andrew Perne, Protestant", en fonction du sens d'où soufflait le vent. Perne mourut en 1589, laissant un héritage au collège qui a financé de nombreuses bourses d'études et d'enseignement, ainsi que le legs d'une considérable collection de livres. Cette collection et les volumes rares qui ont été ajoutés depuis sont maintenant connus comme la Bibliothèque Perne.

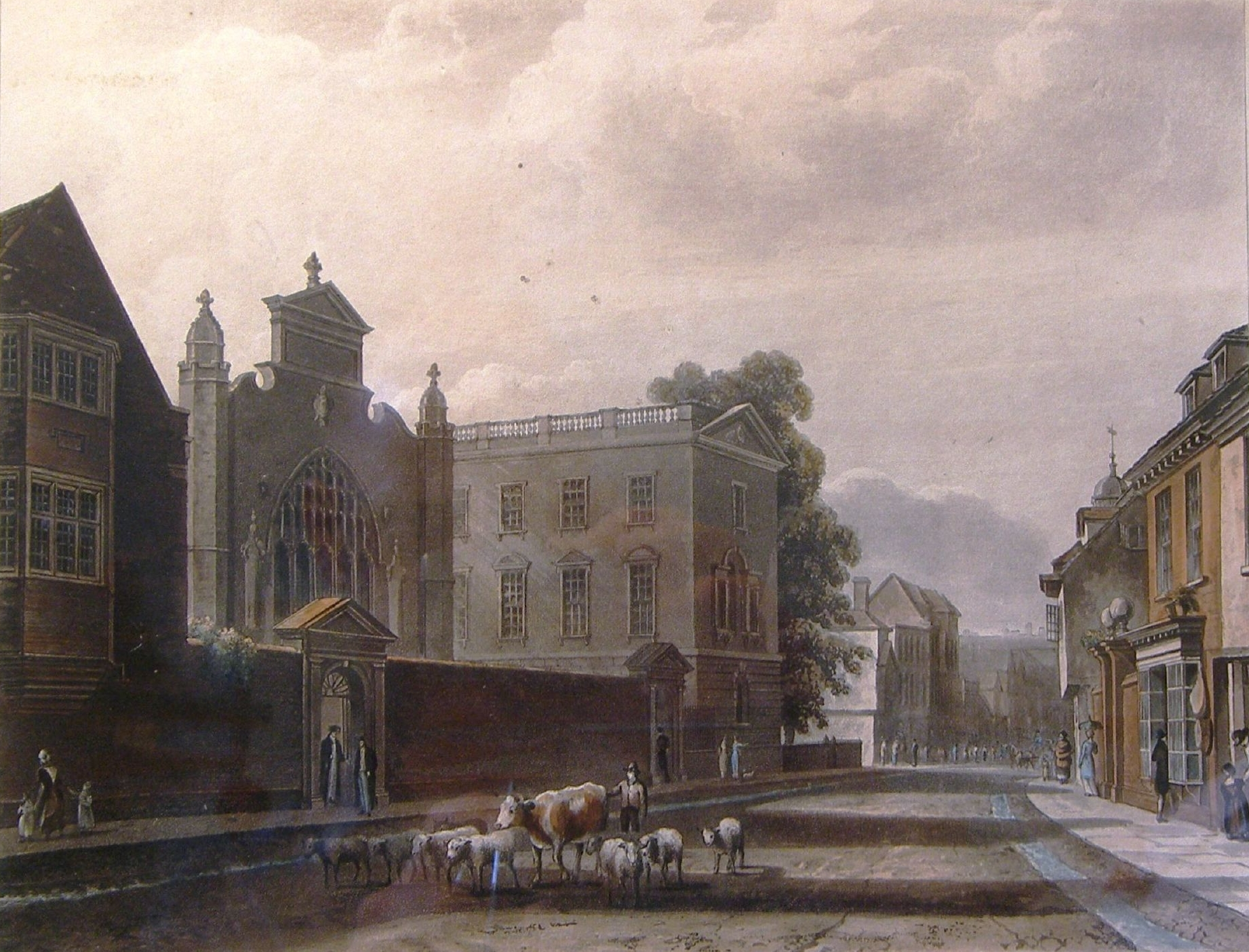
St Peter's College, vue de Trumpington Street, 1815.

Entre 1626 et 1634, le Master était Matthew Wren, qui avait accompagné Charles Ier durant son voyage en Espagne lors d'une tentative de négociation avec la couronne espagnole, connue sous le nom du Match espagnol. Wren était un soutien important de l'archevêque William Laud, et le collège devint alors connu comme un centre de l'arminianisme. Cela continua sous le Master John Cosin, qui succéda à Wren en 1634. Sous Cosin, d'importants changements ont été apportés à la chapelle du collège afin de la mettre en accord avec l'idée de Laud de la "Sainte Beauté". En 1643, durant les prémices de la Guerre Civile, Cosin fut chassé par une ordonnance parlementaire par le Comte de Manchester. La même année, les statues et décorations de la chapelle furent mises à bas par un comité mené par un zélote puritain William Dowsing.
Le collège fut le premier de l'université à avoir l'éclairage électrique installé, lorsque Lord Kelvin l'offrit au Hall du collège et à la Salle Commune pour fêter les 600e anniversaire en 1883-84.
Dans les années 1980, Peterhouse a été associé avec le Parti conservateur et le thatchérisme. Maurice Cowling et Roger Scruton furent tous deux des influents professeurs du collège et furent parfois décrits comme des personnages clefs de ce qui a été appelé "la droite Peterhouse" - un mouvement intellectuel lié à Margaret Thatcher. Les politiciens conservateurs Michael Portillo et Michael Howard ont tous deux étudié à Peterhouse. Durant cette période, qui a coïncidé avec la direction du Master Hugh Trevor-Raper, le collège subit une période de conflits importants entre les professeurs, en particulier entre Trevor-Raper et Cowling.

## Bâtiments

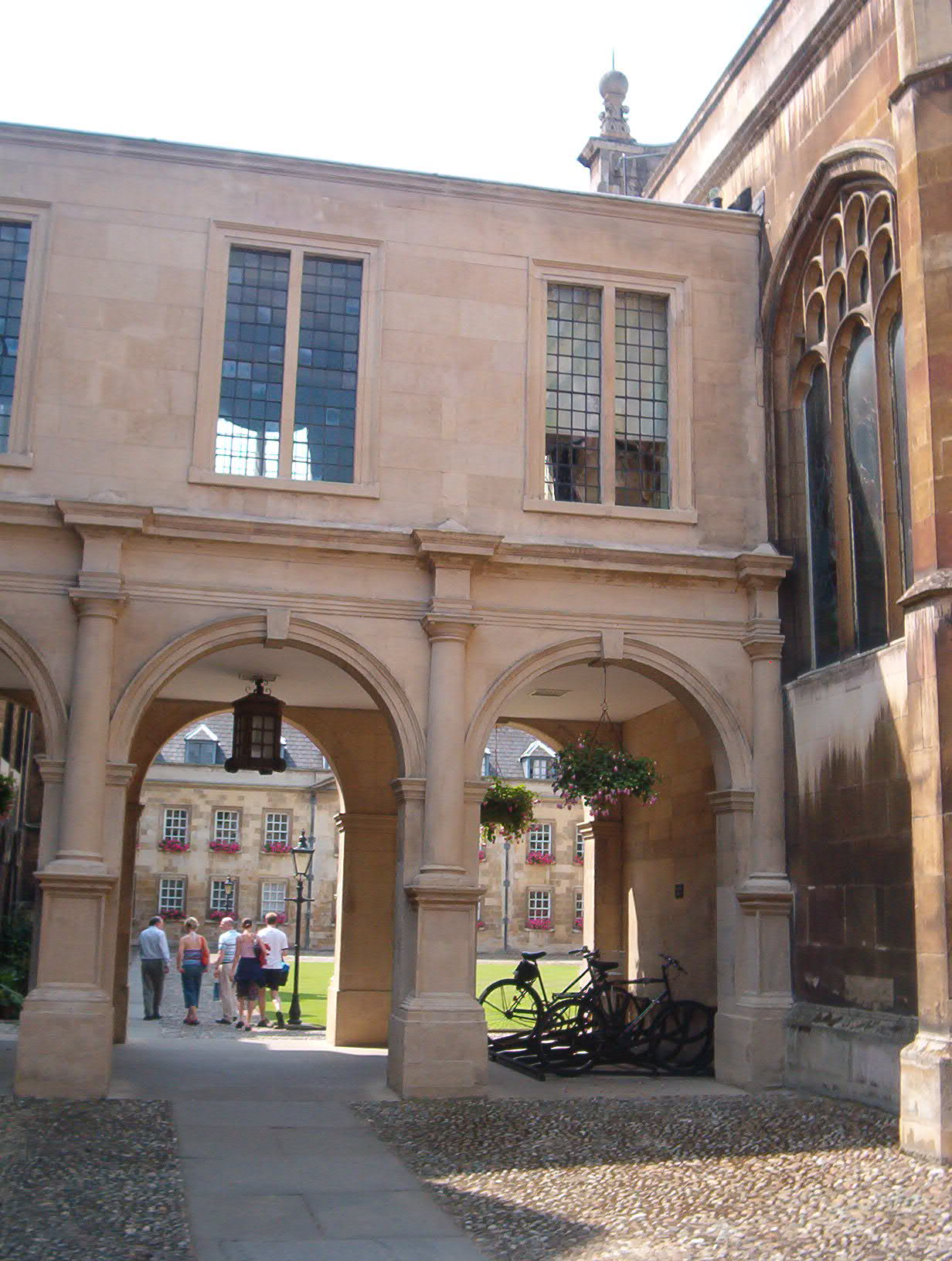
Les cloîtres de la chapelle, au travers desquels la Vieille Cour peut être aperçue.

Le site principal de Peterhouse est situé sur Trumpington Street, au sud du centre de Cambridge. La partie principale du collège est juste au nord du musée Fitzwilliam, et ses terres s'étendent derrière le musée. Les bâtiments remontent à une large variété d'époques, et ont été beaucoup modifiés au cours des années. Le collège est réputé avoir été détruit au moins partiellement par le feu en 1420. L'entrée du collège s'est aussi déplacée à travers les temps, principalement à la suite de la destruction des rangées de maisons qui bordaient à l'origine Trumpington Street sur le bord est du collège. En 1574, une carte montrait l'entrée située sur le côté sud d'une cour unique. L'entrée moderne se situe sur le côté est, directement sur Trumpington Street.
Première Cour
La zone la plus proche de Trumpington Street est dite Première Cour. Elle est délimitée au nord par le bâtiment Burrough (ajouté au XVIIIe siècle), à l'est par la rue, au sud par la Loge des Portiers (Porters' Lodge) et à l'ouest par la chapelle. Au-dessus de la Loge des Portiers, se trouve la Bibliothèque Perne, nommé en l'honneur d'Andrew Perne, un ancien Master, et originellement construite en 1590 pour abriter sa collection donnée au collège. Elle fut étendue vers la route en 1633 et présente à l'intérieur des boiseries ajoutées en 1641-48 par William Ashley, aussi à l'origine de boiseries similaires dans la chapelle. L'éclairage électrique fut ajouté à la bibliothèque en 1937. L'espace au-dessus de la bibliothèque Perne fut utilisé comme la bibliothèque Ward (la bibliothèque de travail) de 1952 à 1984, mais a maintenant été déplacée dans le coin nord-ouest du collège.
Chapelle

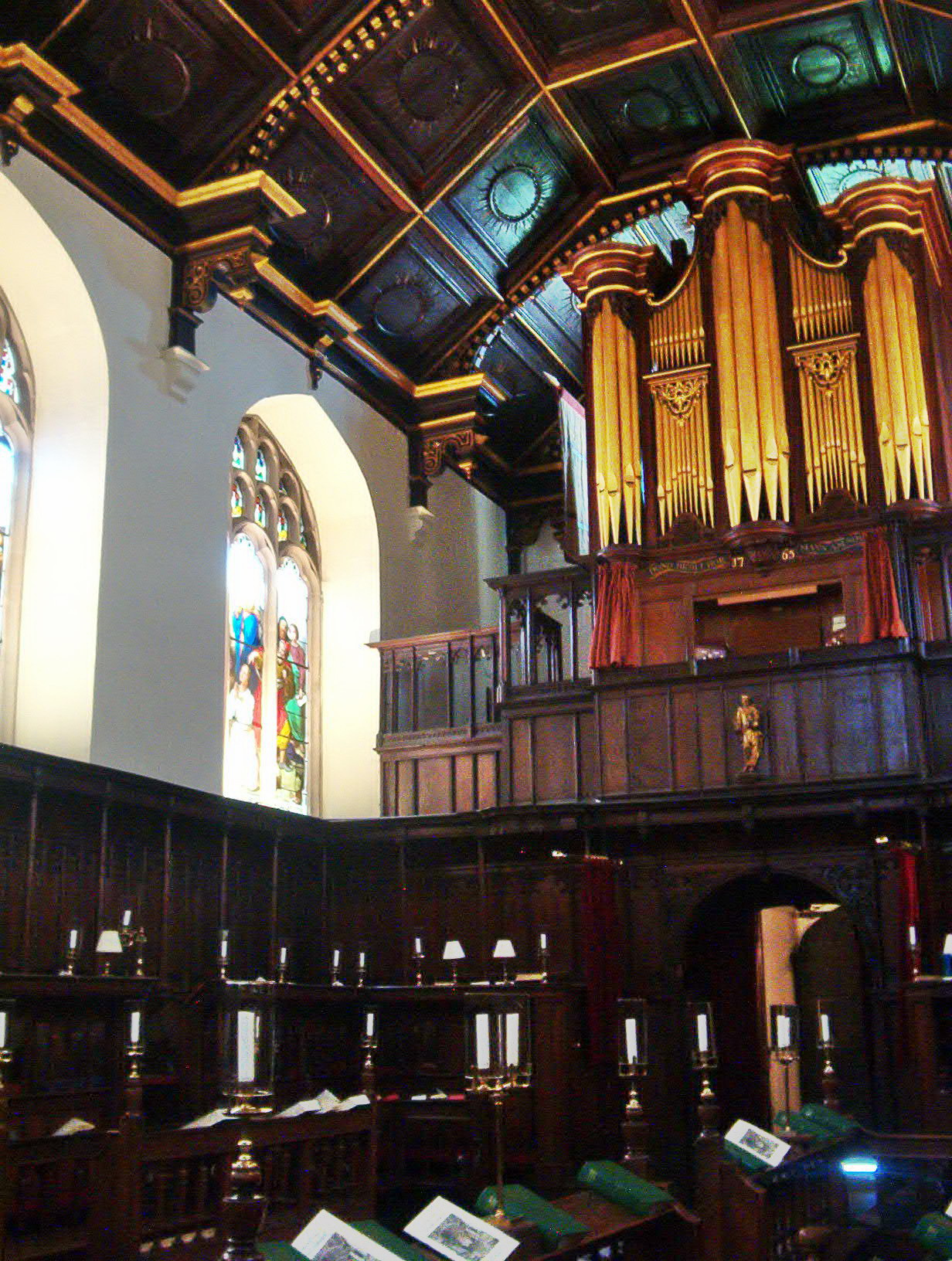
Intérieur de la Chapelle.

Depuis l'entrée principale de Perterhouse sur Trumpington Street, la façade de l'autel est la construction la plus immédiatement visible. La chapelle a été construite en 1628 lorsque le Master de l'époque, Matthew Wren (l'oncle de l'architecte Christopher Wren) fit démolir les hôtels originaux du collège. Auparavant, le collège utilisait l'église adjacente de St Marie-Mineure comme chapelle. La nouvelle chapelle a été consacrée le 17 mars 1632 par Dr Francis White, évêque d'Ely (et Visiteur du collège). Le style du bâtiment reflète la tendance religieuse contemporaine de l'Arminianisme. Le style Gothique Laudien de la chapelle se mélange avec des détails Renaissance mais les incorpore dans le bâtiment gothique traditionnel. L'architecture Renaissance de la chapelle comporte un retable Pietà ainsi qu'un remarquable plafond orné de soleils dorés. Sa position au centre d'un côté de la cour, entre des colonnades ouvertes est assez inhabituelle, et fut copiée par un seul autre collège (Emmanuel) par Christopher Wren. Les vitraux originaux ont été détruits par le parti des Parlementaires en 1643, à l'exception de la scène de la crucifixion de la fenêtre est (inspirée du Coup de Lance de Rubens). Les vitraux actuels sont de Max Ainmiller et furent ajoutés en 1855. Les cloîtres de chaque côté de la chapelle datent du XVIIe siècle. Leur dessin a été rendu plus classique en 1709, alors qu'un porche ornemental a été retiré en 1755. Les Partbooks de Peterhouse, des manuscrits musicaux des premières années de la chapelle ont survécu, et constituent l'une des plus importantes collections de musique liturgique Tudor et Jacobienne. Le chœur de la chapelle, l'une des plus petites de Cambridge, a récemment attiré un large intérêt pour ses interprétations régulières de ces morceaux, certains n'ayant pas été entendus depuis le XVIe siècle. La restauration de l'orgue de 1763 de John Snetzler est l'œuvre de Noel Mander.
La première personne à avoir été enterrée dans la chapelle fut Samuel Horne, professeur du collège. Horne fut probablement l'aumônier.
Cour Vieille - Old Court
La vieille cour s'étend au-delà du cloître de la chapelle. Au sud de la cour se trouve la Grande Salle qui sert de réfectoire (Dining Hall), le seul bâtiment du collège qui a survécu du XIIIe siècle et qui est le plus vieux de tous les collèges. Une légende veut que ce Hall soit un des plus vieux bâtiment d'Angleterre qui sert toujours à l'activité pour laquelle il a été conçu. En effet, chaque soir, les élèves peuvent diner dans le Hall sur les traditionnelles tables en bois (celle des professeurs étant perpendiculaire aux autres) à la lumière des chandelles et après avoir écouté les grâces en latin. Entre 1866 et 1870, le Hall a été restauré par l'architecte George Gilbert Scott Jr. Sous la direction de Scott, le plafond en charpente de bois apparent fut réparé et deux anciens parloirs fusionnés pour créer la nouvelle salle commune (Combination Room). Les vitraux ont aussi été remplacés par des pièces préraphaélites de William Morris; Ford Madox Brown et Edward Burne-Jones. La cheminée (originellement construite en 1618) fut restaurée par Morris, en incluant des représentations de St Pierre et Balsham. Le Hall a été considérablement rénové en 2006-7.

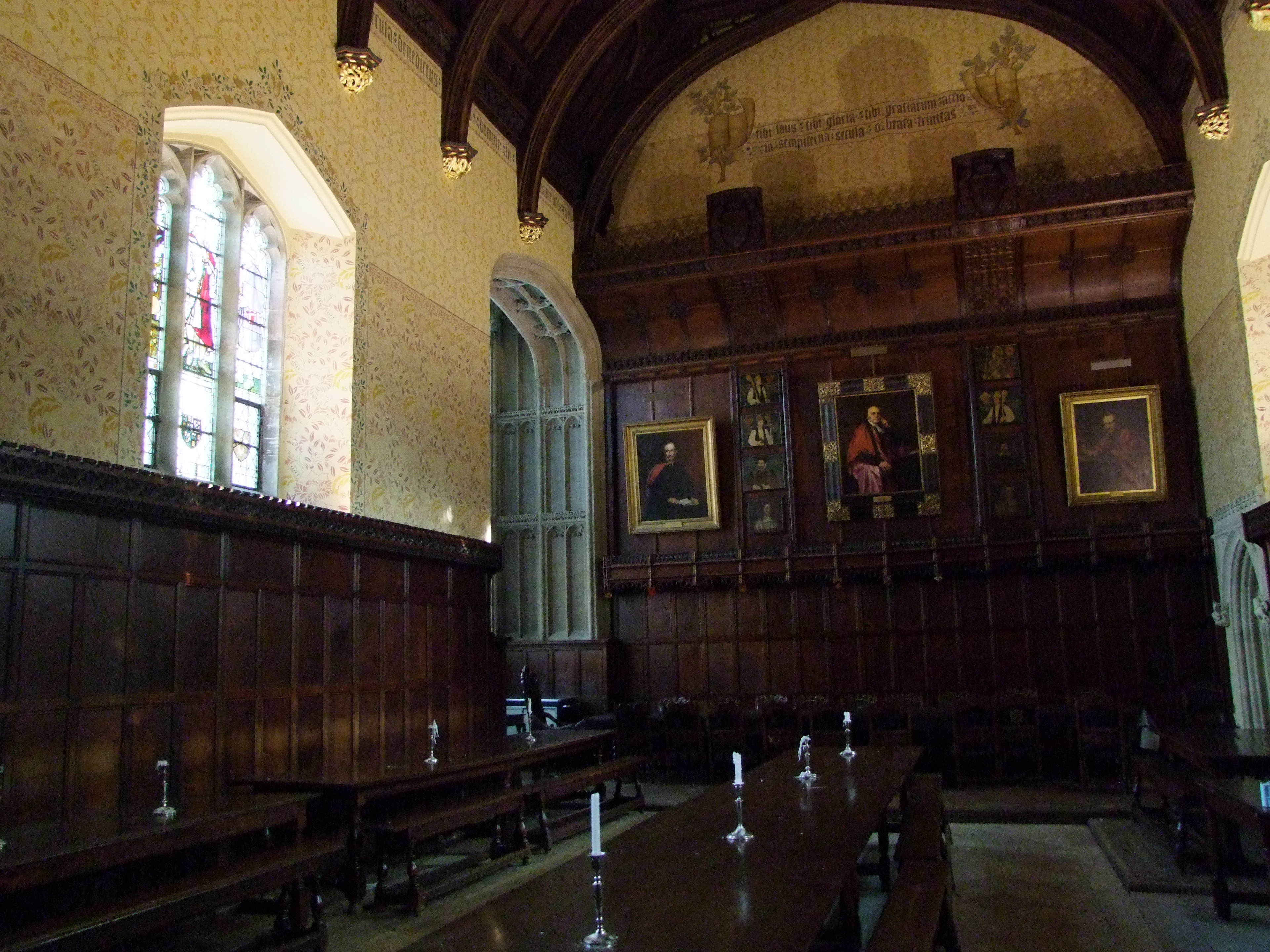
Le Dining Hall

Les côtés nord et ouest de la Cour Vieille furent ajoutés au XVe siècle et mises au goût architectural classique au XVIIIe siècle. La chapelle constitue le quatrième côté de la cour, à l'est. Les chambres de la Vieille Cour sont occupées par un mélange de professeurs et d'undergraduates. Les côtés nord et ouest de la Vieille Cour comprennent aussi la MCR (Middle Combination Room), JCR et le bar étudiant.
Cour Gisborne
La Cour Gisbrone est accessible en passant sous un passage vouté conduisant au côté est de la Vieille Cour. Elle a été construite en 1825-6 et son cout a été couvert en partie par un don en 1817 du Rev. Francis Gisborne, un ancien professeur. La cour est construite en briques blanches avec un appareillage de pierres dans un simple Style néogothique d'après des plans de William McIntosh Brookes. Seulement trois côtés de la cour ont été construits, le quatrième étant fermé par un mur. Ce mur fut détruit en 1939, laissant seulement son empreinte. Le collège envisage la construction d'un quatrième côté dans un style similaire. Les chambres de la Cour Gisbrone sont principalement occupées par des undergraduates. Beaucoup de ces chambres ont hébergé des anciens et célèbres étudiants, tel que Lord Kelvin, escalier I.
Cour Fen et bâtiment Birdwood
Au-delà de la Cour Gisborne se trouve la Cour Fen, un ensemble du XXe siècle partiellement sur pilotis. La cour Fen a été construite entre 1939 et 1941 d'après des plans de H. C. Hughes et son partenaire Peter Bicknell. ces bâtiments furent parmi les premiers à Cambridge à être dessinés dans le style du Mouvement Moderne initié par Walter Gropius et le Bauhaus. Le panneau gravé par Anthony Foster au-dessus de la porte d'entrée évoque l'atmosphère britannique lorsque la construction a été réalisée. Il porte l'inscription DE PROFUNDIS CLAMAVI MCMXL - "des profondeurs j'ai crié 1940). Ce sont les premiers mots du psaume 130, un des Psaumes pénitentiels. Le long de l'inscription se trouve une représentation de Saint Pierre sauvé des eaux.
La maison de bain adjacente, connue comme le bâtiment Birdwood, ferme le côté ouest de la Cour Gisborne. Il fut aussi dessiné par Hughes et Bicknell, et construit entre 1932 et 1934
La Bibliothèque Ward
Le coin nord-ouest du site principal du collège est occupé par la Bibliothèque Ward. Le bâtiment qui l'abrite était originellement le musée d'Archéologie Classique de l'université et fut dessiné par Basil Champneys. Il a été adapté à son usage moderne par Robert Potter en 1982.
Jardins

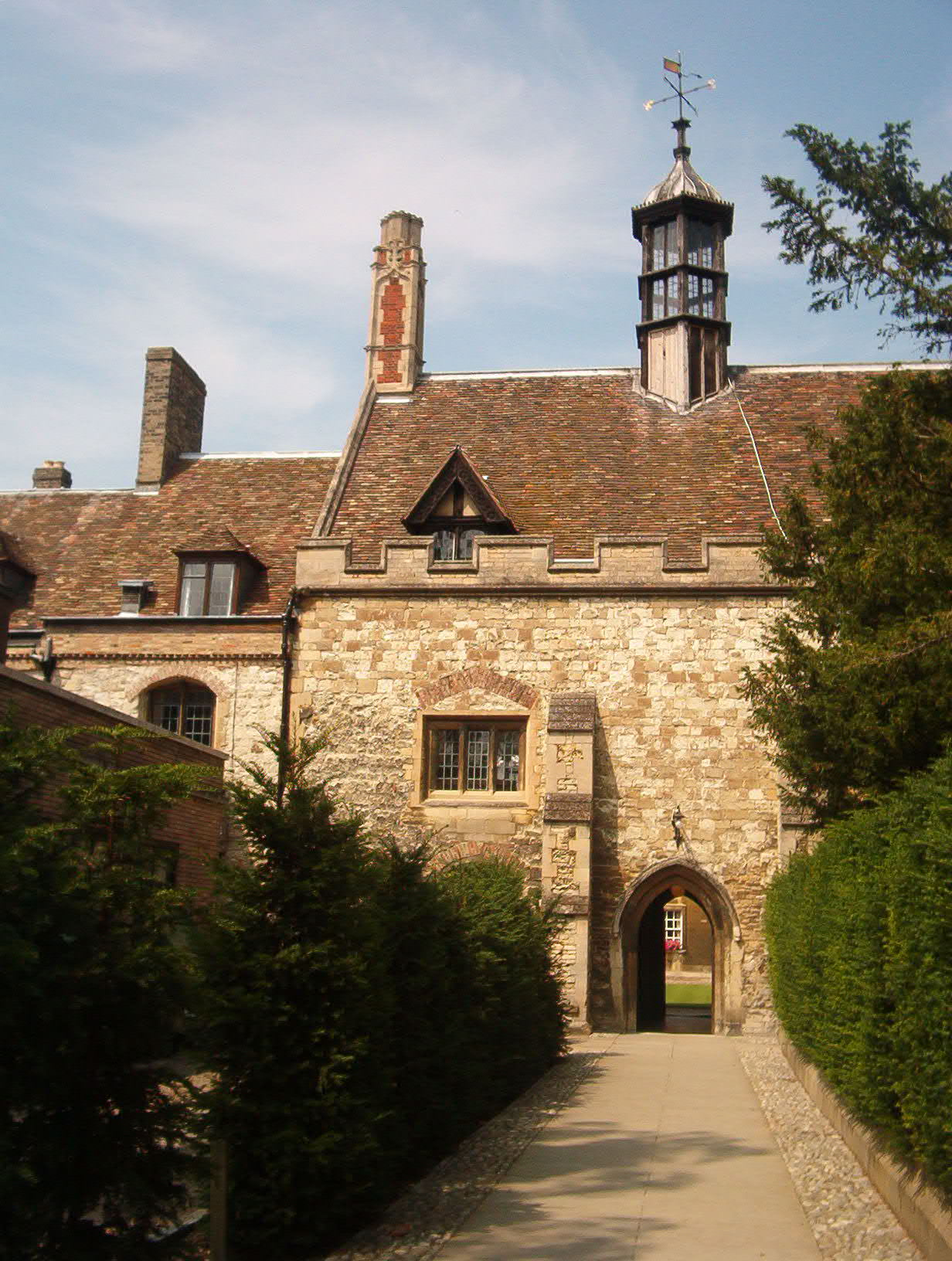
Extérieur du Hall, conduisant au Deer Park.

Bien qu'officiellement nommés le Verger (Grove), les terrains au sud de la cour Gisborne sont connus comme le Parc aux Cerfs (Deer Park) depuis que des cerfs y ont été installés au XIXe siècle. Durant cette période il acquit une certaine célébrité comme étant le plus petit parc à cerfs d'Angleterre. Après la Première Guerre mondiale, les cerfs tombèrent malades et infectèrent du bétail qui avait été importé des domaines du Duc de Portland à Welbeck Abbey dans une tentative d'améliorer la situation. Il n'y a de nos jours plus de cerfs dans le parc.
Le reste des jardins du collège se divise en deux espaces, le Fellows' Garden (Jardin des Professeurs), immédiatement au sud de la Vieille Cour, et le Scholars' Garden (Jardin des Étudiants) à l'extrémité sud du site et entourant le bâtiment William Stone.
Le Bâtiment William Stone
Le Bâtiment William Stone se situe au sud du Parc aux Cerfs et a été financé par un legs de 100 000 £ de William Stone (1857-1958), un ancien étudiant du collège. Construit en 1963-4 d'après les plans de Sir Leslie Martin et Sir Colin St John Wilson, il s'agit d'une tour de huit étages en briques. Il héberge un mélange de professeurs et undergraduates. Il a récemment été réaménagé et converti en chambres équipées.
Le Bâtiment Burrough
Le Bâtiment Burrough est situé à l'avant du collège et parallèlement à la chapelle. Il est nommé d'après son architecte, Sir James Burrough, Master de Caius Collège, et fut construit en 1736. Il s'agit de l'un des plusieurs bâtiments de style neo-Paladien dessinés par Burrough. Parmi ceux-ci, on peut noter le réaménagement du Hall et de la vieille cour de Trinity Hall Collège et la chapelle de Clare Collège.
Master's Lodge
La propriété du Master se trouve de l'autre côté de la rue Trumpington et fut léguée au collège en 1727 par un professeur, Dr Charles Beaumont, fils d'un ancien Master, Joseph Beaumont. Il est construit en briques rouges dans le Style Queen Anne.
L'Hostel
L'Hostel est situé immédiatement à côté du Master's Lodge. Il fut construit en style néo-georgien en 1926 d'après des plans de Thomas Henry Lyon. L'Hostel était supposé faire partie d'un plus grand ensemble, mais seule une aile a été construite. Il héberge actuellement des undergraduates et quelques professeurs. Durant la Seconde Guerre mondiale, la London School of Economics y était installée, ainsi que dans les bâtiments alentour, sur invitation du Master et des Fellows.

## Armes

Armes du collège.

Au cours de son histoire, le collège a utilisé 5 différentes armoiries. Celle actuellement en usage possède deux blasons légitimes. La première forme fut accordée par Robert Cooke, Clarenceux Roi d'Armes, en 1575 :
De Gueules avec quatre pals d'or et entouré de gueules chargé avec huit couronnes ducales d'or.
Cependant, le collège a utilisé habituellement une version avec trois pals, accordée lors d'une visite du collège héraldique au Cambridgeshire en 1684. Cette version tardive (avec trois pals) a été officiellement adoptée par le Gouvernement du collège en 1935. La construction des armoiries est celle du fondateur, Hugo de Balsham, entourées des couronnes du diocèse d'Ely.

## Grâce
Benedic nos Domine, et dona Tua, quae de Tua largitate sumus sumpturi, et concede, ut illis salubriter nutriti, Tibi debitum obsequium praestare valeamus, per Christum Dominum nostrum, Amen.
Deus est caritas, et qui manet in caritate in Deo manet, et Deus in eo: sit Deus in nobis, et nos maneamus in ipso. Amen.
Bénis-nous et Tes dons, O Seigneur, que par Ta bonté nous allons recevoir, et accorde que, de cette saine nourriture nourris, nous puissions être capables de T'offrir nos services dus, par le Christ notre Seigneur, Amen.
Dieu est amour, et celui qui est habité par l'amour, est habité par Dieu, et puisse Dieu être avec lui. Puisse Dieu être avec nous et avec lui, Amen.
Peterhouse est le seul collège à posséder une grâce en deux moitiés, la première étant une grâce standard et la seconde une citation de Jean 1 4:16.

## Prix de rédaction
Peterhouse organise chaque année trois Prix de rédaction en Histoire, Science et Anglais. Le Vellacoat Historical Essay Prize, le Kelvin Science Prize et le Thomas Campion Prize sont remis par Peterhouse à des élèves des lycées (Lower Sixth, Secondary School) britanniques.

## Petreanscélèbres
Petreans est le nom donné aux élèves et anciens élèves de Peterhouse et par extension aux professeurs (Fellows) du collège.

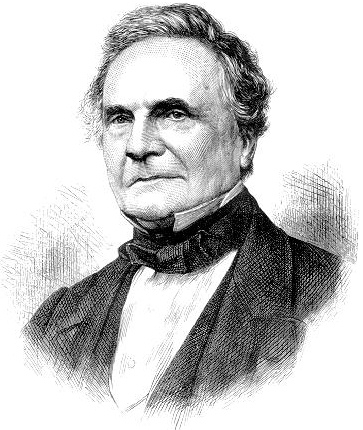
Charles Babbage
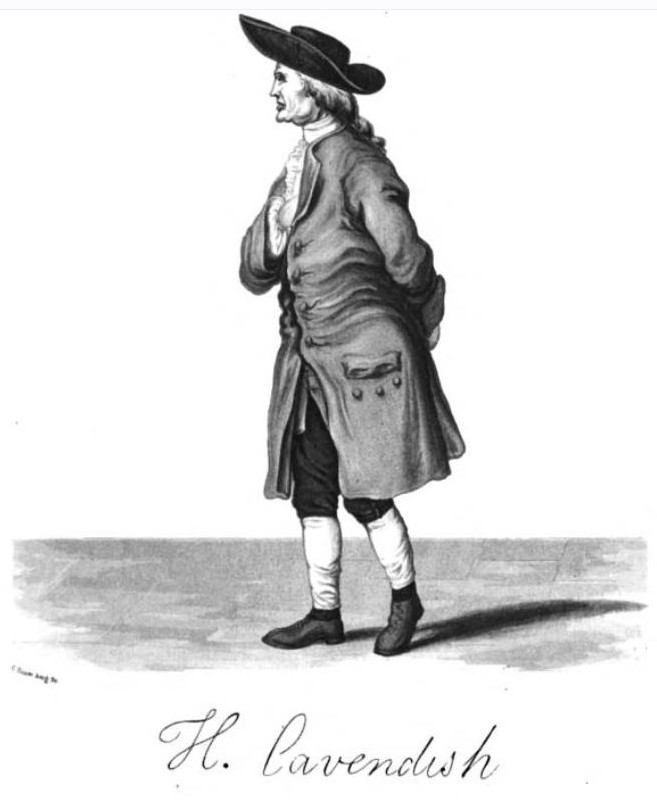
Henry Cavendish
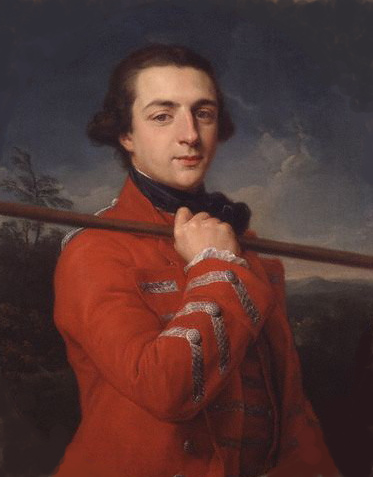
Augustus FitzRoy (3e duc de Grafton)
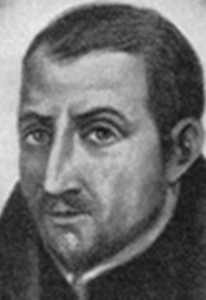
Saint Henry Walpole
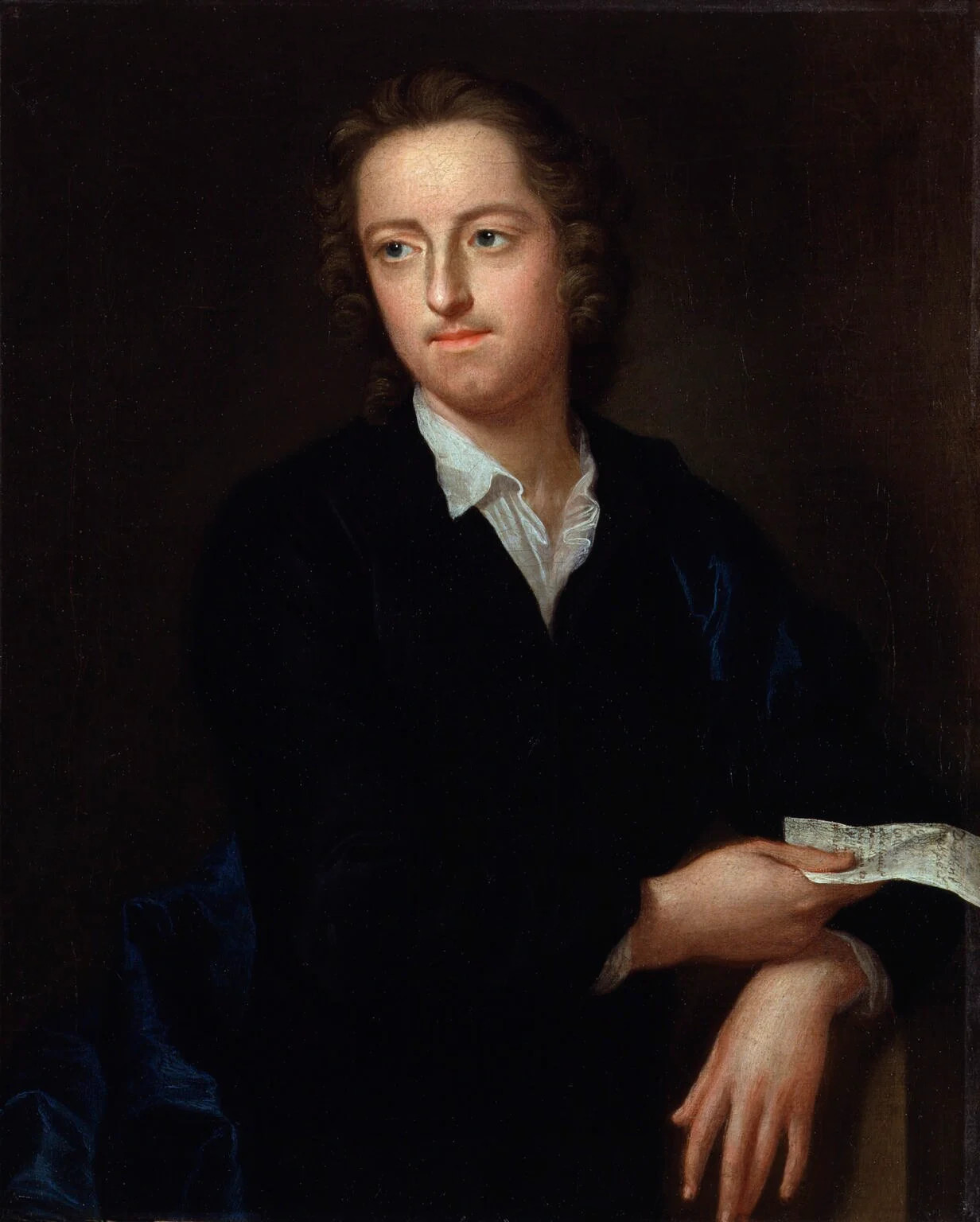
Thomas Gray
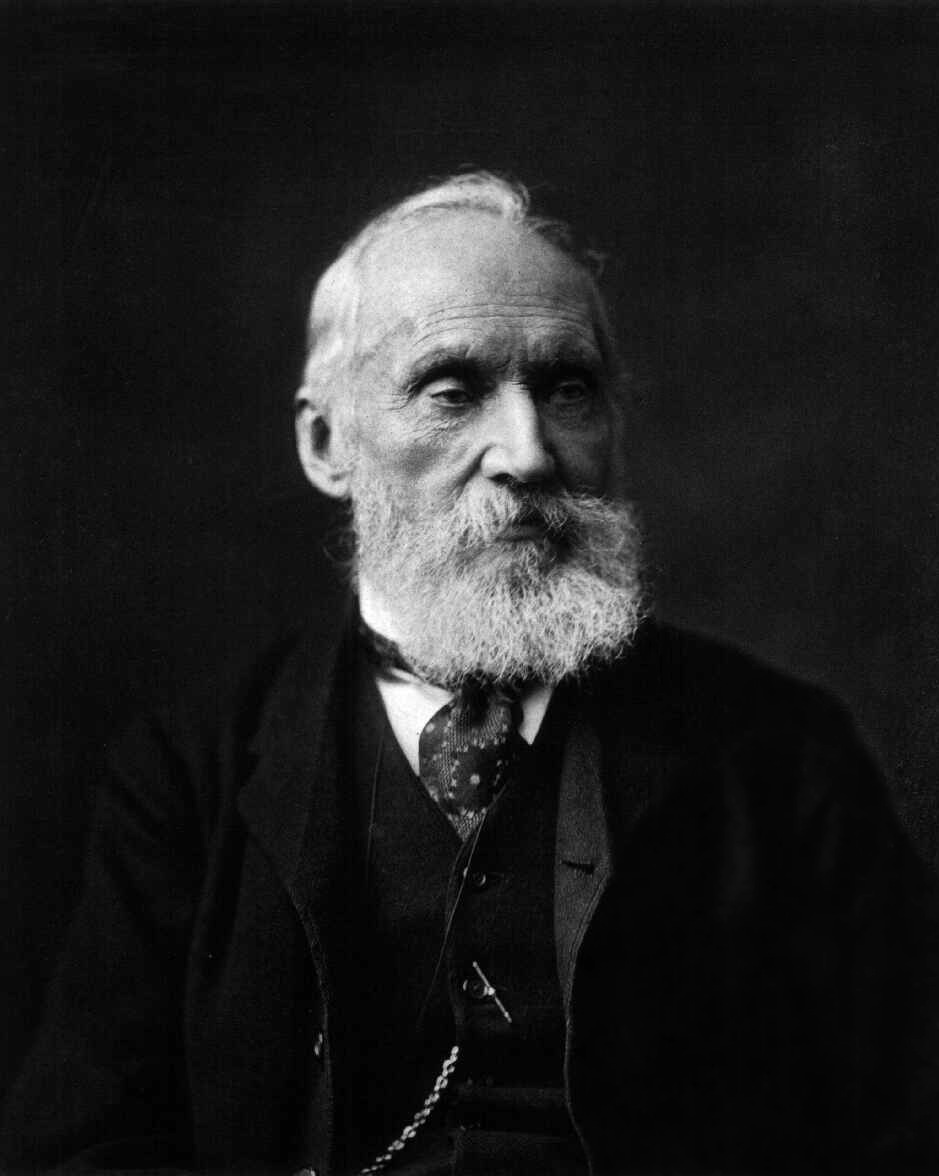
Lord Kelvin
James Clerk Maxwell
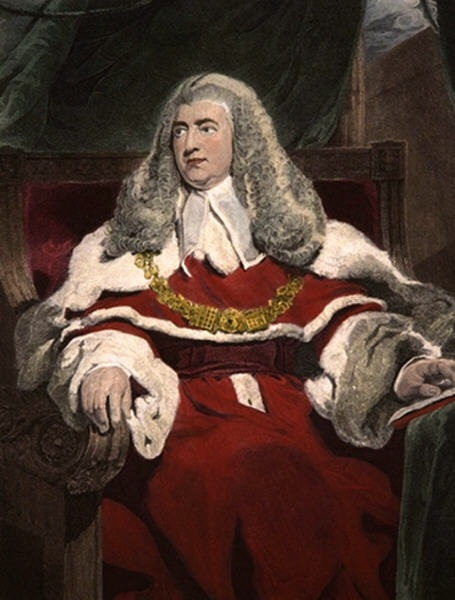
Edward Law (1er baron Ellenborough)
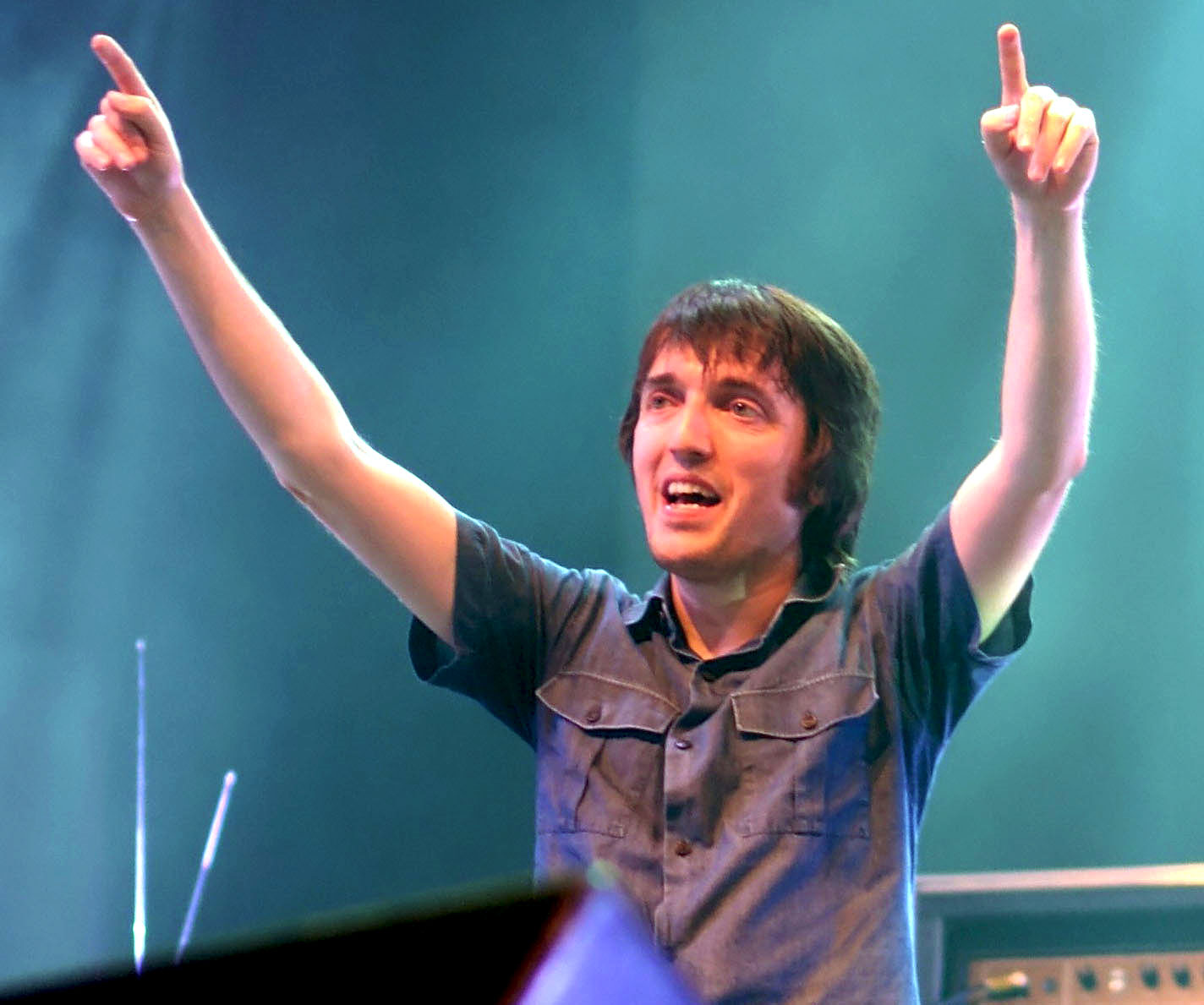
Colin Greenwood
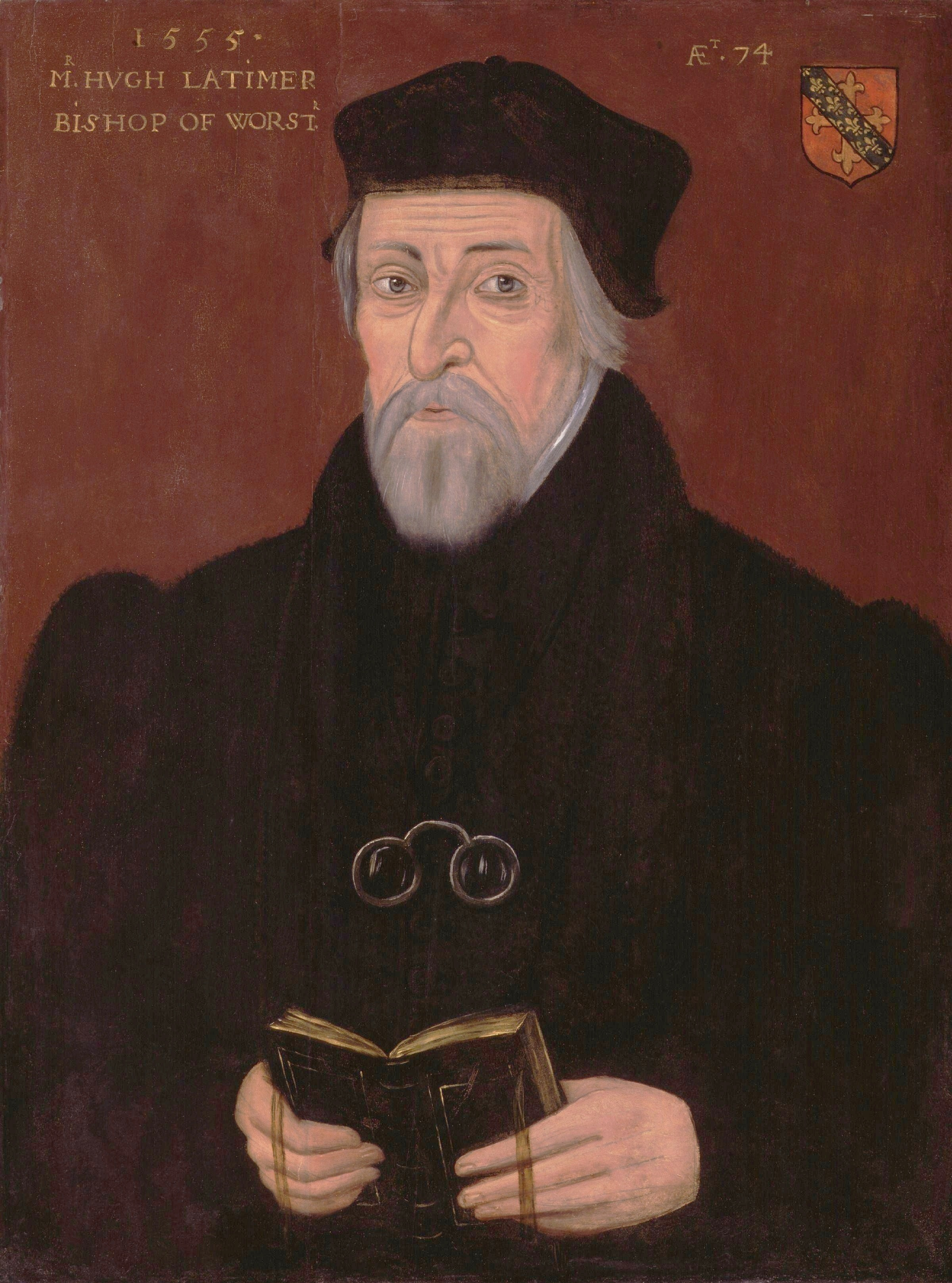
Hugh Latimer
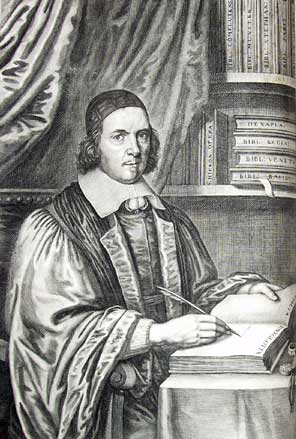
Brian Walton
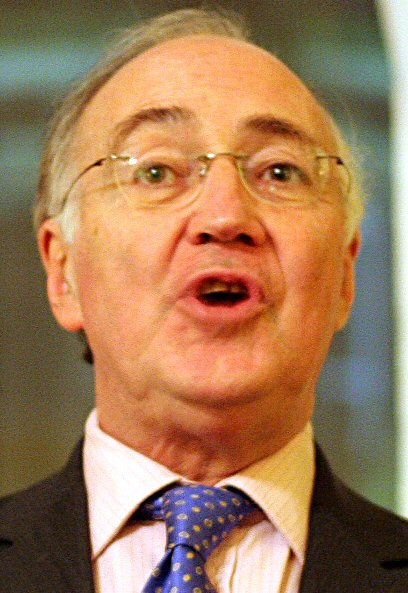
Michael Howard (homme politique)
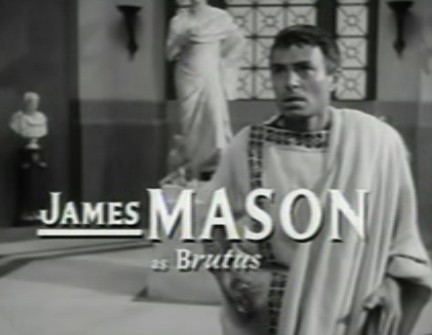
James Mason
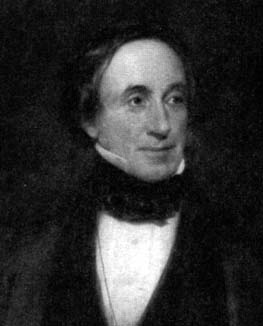
William Hopkins
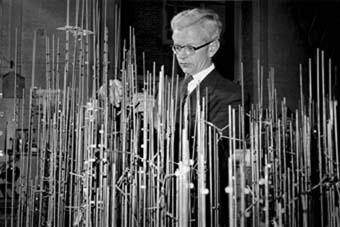
John Kendrew

Peterhouse compte trois lauréats du Prix Nobel parmi ses membres (voir les professeurs de science, plus bas). Le collège a aussi produit un Premier Ministre de Grande-Bretagne, Augustus FitzRoy (3e duc de Grafton) ainsi qu'Edward Law (1er baron Ellenborough), Lord Chief Justice.
Au XXe siècle, le collège a acquis une réputation d'excellence à la fois en histoire et en sciences. Parmi les remarquables professeurs d'histoire, notons Adolphus William Ward, Harold Temperley, Herbert Butterfield, Denis Brogan, Denis Mack Smith, David Knowles, Michael Postan, Hugh Trevor-Roper, Maurice Cowling et Niall Ferguson. Les professeurs de science de premier plan ont compté trois Prix Nobel (Aaron Klug, Max Perutz et John Kendrew), sans compter Lord Kelvin, John Meurign Thomas et des anciens élèves comme William Brewster ou Henry Cavendish.
Le collège garde aussi une solide réputation en mathématiques avec William Hopkins, Edward John Routh, Peter Guthrie Trait et James Clerk Maxwell qui ont tous passé du temps à Peterhouse, tout comme des ingénieurs reconnus comme Christopher Cockerell, inventeur de l'aéroglisseur, et Sir Frank Whittle, inventeur du moteur à réaction.
Un personnage connu du XVIIIe siècle de Peterhouse était Thomas Gray. D'après la tradition du collège, Grey quitta Peterhouse pour Pembroke Collège après avoir été victime d'une farce organisée par des undergraduates. Il se disait alors que Grey avait une peur bleue du feu et avait attaché un barreau à l'extérieur de sa fenêtre pour y attacher une corde. Après avoir été réveillé par les étudiants par un feu de copeaux, Grey se glissa le long de la corde pour atterrir dans un baquet d'eau qui avait été placé sous sa fenêtre.
Le compositeur du XVIe siècle Thomas Campion fut aussi à Peterhouse. De même, la lauréate du prix Pulitzer, l'auteur américaine Eudora Welty, fut l'une des premières femmes à recevoir un diplôme de Peterhouse.
Sem Mendes, le metteur en scène de American Beauty et lauréat du Academy Award ainsi que quatre fois lauréat du prix Laurence Olivier, fut étudiant du collège de 1984 à 1987.
Plus récemment, l'acteur de comédie et écrivain David Mitchell étudia à Peterhouse. Durant ses années au collège, il devint président de Footloghts et créa le duo comique couronné de succès Mitchell & Webb. Colin Greenwood, du groupe Radiohead, fut aussi récemment un élève de Peterhouse.

## Galerie

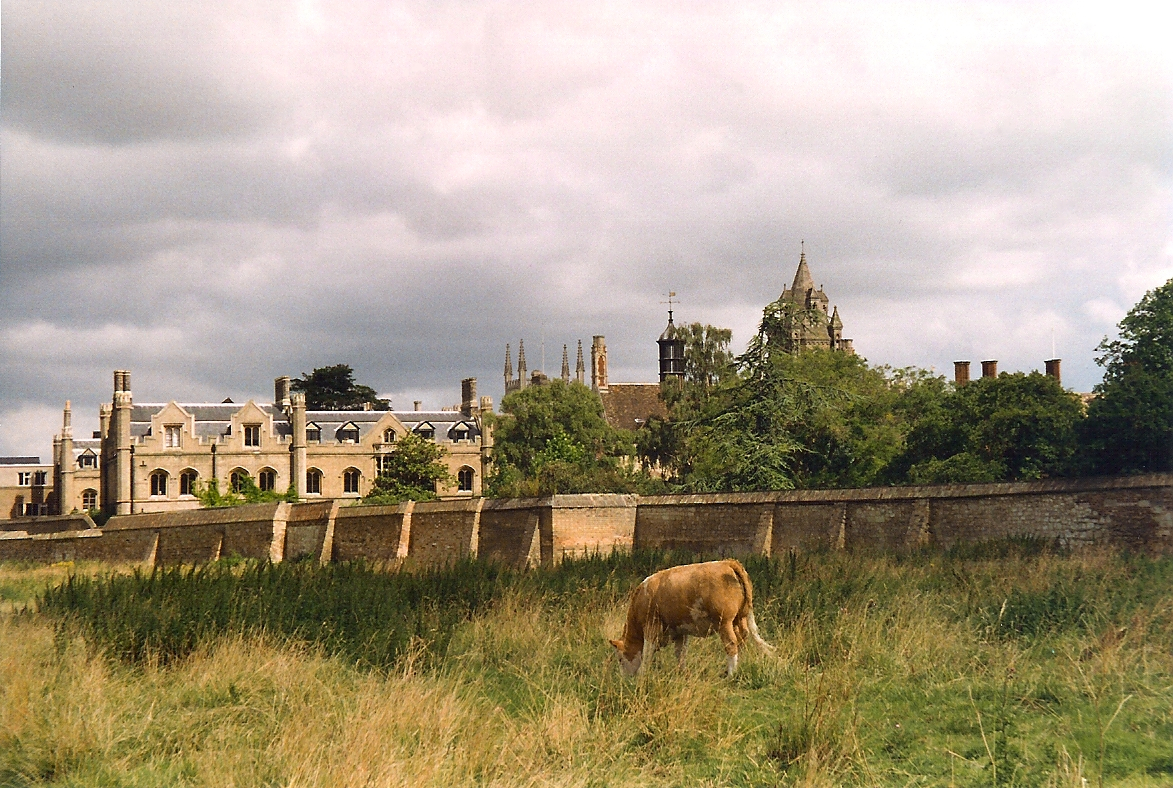
Peterhouse et les jardins, vus depuis Coe Fen
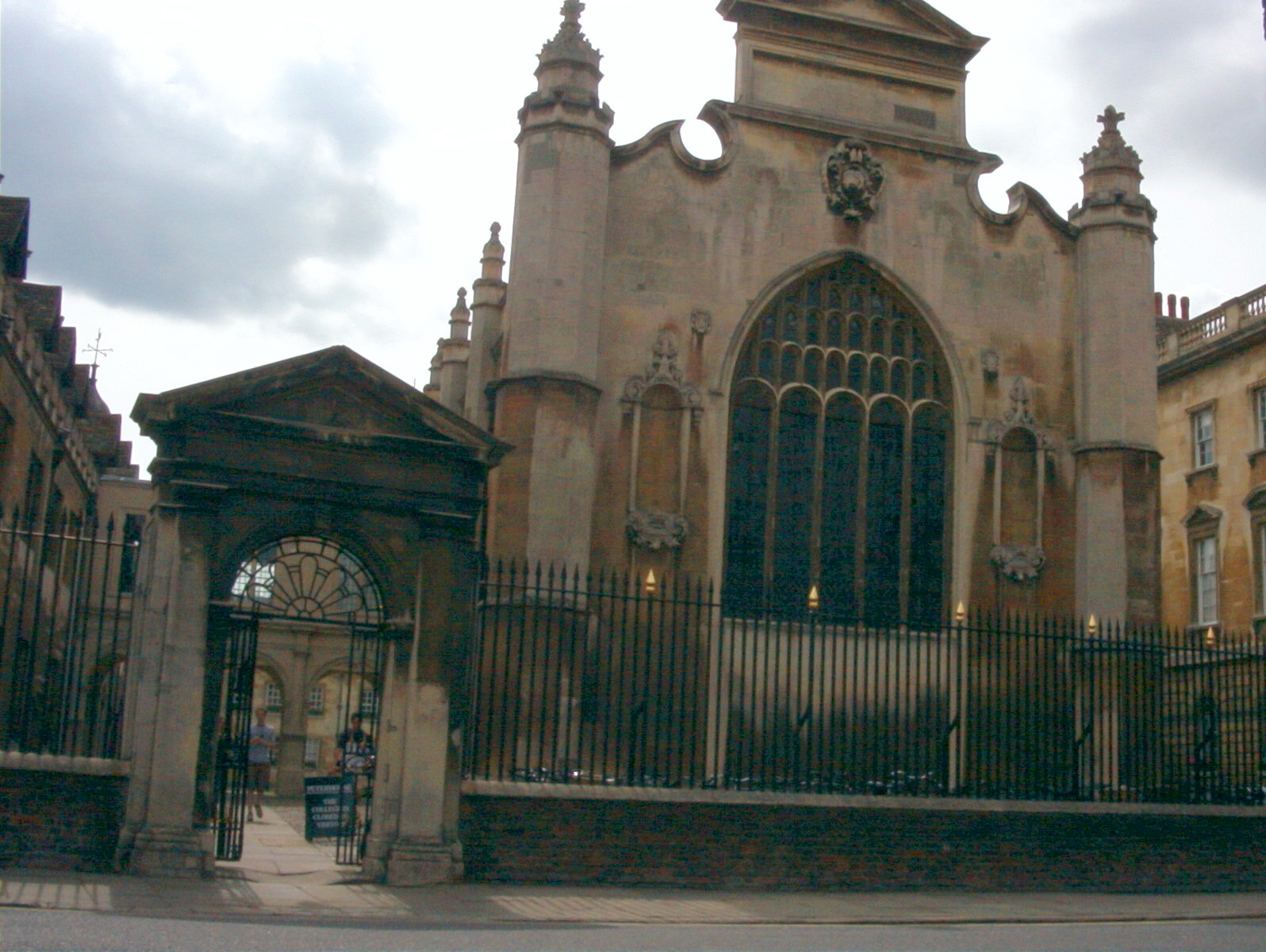
Chapelle et entrée principale
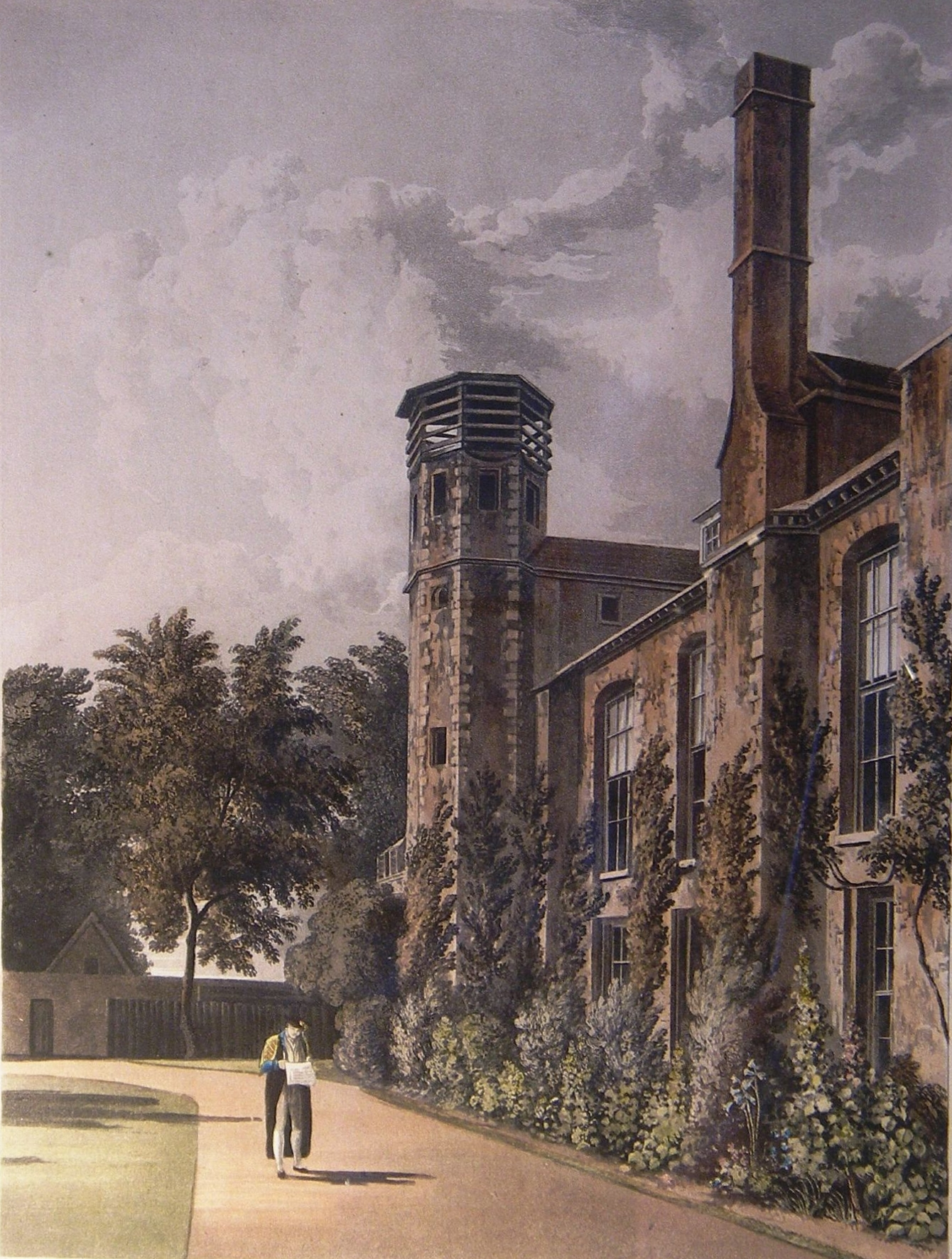
Partie de St Peter's College depuis les jardins privés, 1815
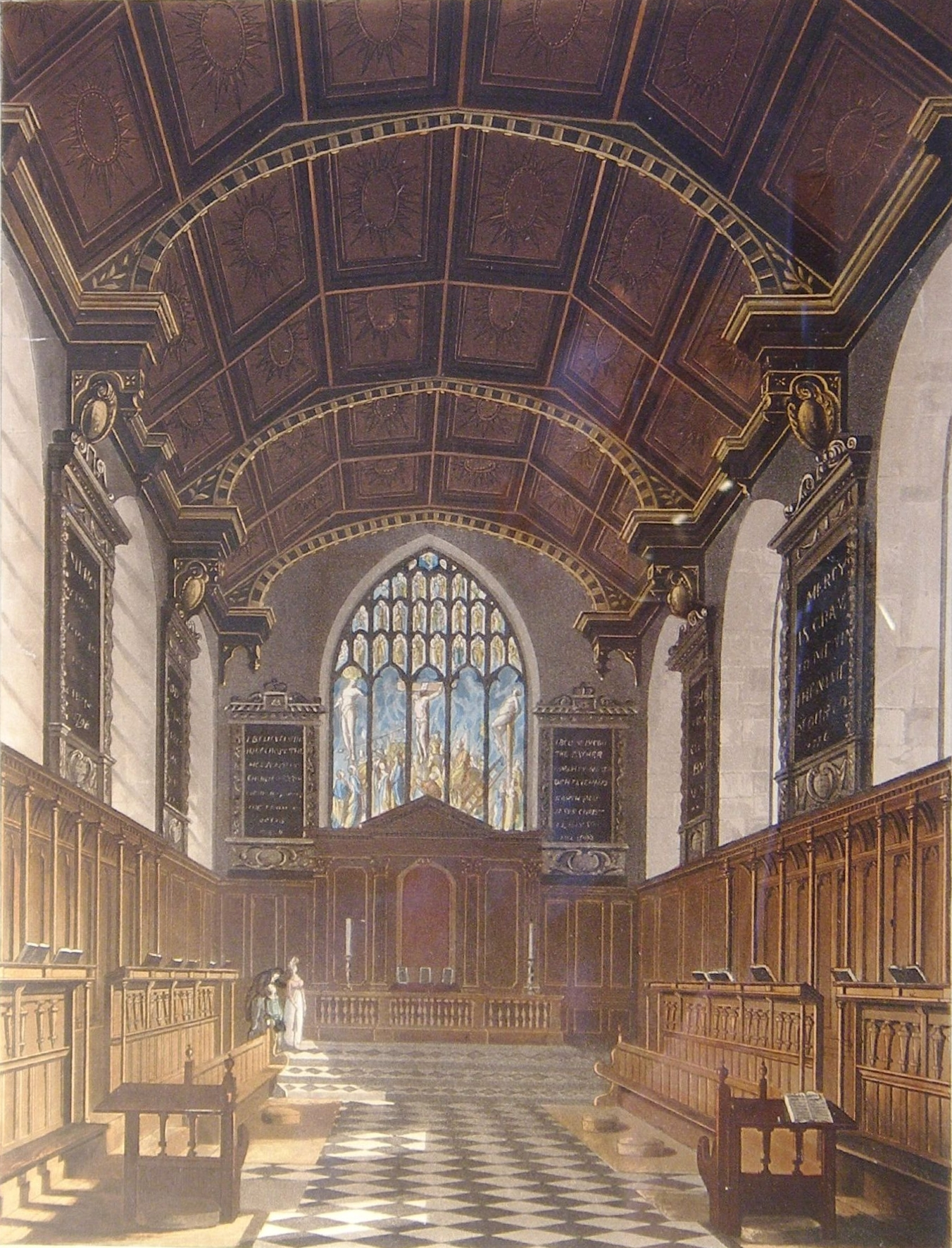
St Peter's College, Chapelle, 1815
Couleurs de Peterhouse - Boat Club
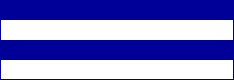
Couleurs de Peterhouse